# Miss Mato Grosso do Sul 2010
Miss Mato Grosso do Sul 2010 foi a 29ª edição do tradicional concurso de beleza feminino de Miss Mato Grosso do Sul. Esta edição enviou a melhor candidata sul-matogrossense para a disputa nacional de Miss Brasil 2010, válido para a disputa de Miss Universo. A competição contou com a participação de dezesseis (16) municípios do Estado e suas respectivas aspirantes municipais. A coordenação do evento é comandada pelos estilistas Claudinei Aquino e Ney Amaral. O certame foi realizado no dia 5 de Setembro no Centro de Convenções Rubens Gil de Camilo em Campo Grande e teve como campeã, Kátia Lúcia Martins Talon, de Naviraí.

## Resultados

### Colocações
| Posição    | Cidade e Candidata                                                                                    |
| Vencedora  | - Naviraí - Kátia Talon                                                                               |
| 2º. Lugar  | - Jardim - Ingrid Kemp                                                                                |
| 3º. Lugar  | - Sidrolândia - Laís Nichalski                                                                        |
| Finalistas | - Aparecida do Taboado - Bruna Aparecida - Ivinhema - Adriana da Rosa - Rio Brilhante - Lorrane Vidal |

### Prêmios Especiais
- Foram distribuídos os seguintes prêmios este ano:[7]

| Prêmio         | País e Candidata                  |
| Miss Simpatia  | - Água Clara - Gersiellen Lacerda |
| Miss Elegância | - Três Lagoas - Vanessa Melo      |

## Candidatas
As candidatas ao título deste ano:
| - Água Clara - Gersiellen Lacerda - Aparecida do Taboado - Bruna Aparecida - Aquidauana - Iara Ferreira - Bela Vista - Janine Quintana - Campo Grande - Priscila Scardin - Caarapó - Janaína Gortolão | - Dois Irmãos do Buriti - Paula Pitão - Dourados - Vanessa Brasil - Ivinhema - Adriana da Rosa - Jardim - Ingrid Kemp - Naviraí - Kátia Talon | - Rio Brilhante - Lorrane Vidal - Ribas do Rio Pardo - Paola Amanda Fogaça - Rio Negro - Pollyane Rodrigues - Sidrolândia - Lais Carra Nichalski - Três Lagoas - Vanessa Melo |

## Ligações exteras
- Site do Miss Brasil
- Site do Miss Universo (em inglês)